# کلاموش
کلاموش (به چکی: Klamoš) یک منطقهٔ مسکونی در جمهوری چک است که در ناحیه هرادتس کرالووه واقع شده‌است. کلاموش ۳۹۴ نفر جمعیت دارد.